# Maguda palpalis
Maguda palpalis är en fjärilsart som beskrevs av Walker 1865. Maguda palpalis ingår i släktet Maguda och familjen nattflyn. Inga underarter finns listade i Catalogue of Life.